# Miguel Molinar Simondy
Miguel Molinar Simondy (* 18. Mai 1892 in Chihuahua; † 14. Januar 1964) war ein mexikanischer Offizier.

## Werdegang
Molinar Simondy wurde als Sohn von Miguel Molinar und Carolina Simondy geboren. Er studierte am Instituto Científico y Literario in Chihuahua. Seine militärische Laufbahn begann er 1913 in der Region Huasteca. Er wurde Kommandant des 13. und des 16. Kavallerieregiments. Von 1929 bis 1941 war er Leitender Kommandeur des Militärzone in Oaxaca, dann Stabschef für die Militärzonen Mexiko-Stadt, Chihuahua, Mexicali, Guadalajara, Oaxaca, Guanajuato und die Golfregion.
Von 1952 bis 1958 war er Polizeichef der Hauptstadt Mexiko, von 1959 bis zu seinem Tod Direktor der Sozialdienste der mexikanischen Armee.

## Ehrungen
- 1954: Großes Verdienstkreuz mit Stern der Bundesrepublik Deutschland